# Турнир Фратернитад 1981
Клубный кубок UNCAF 1981 — 11-й розыгрыш футбольного турнира под названием Турнир Фратернитад. Начало турнира вновь было сыграно на выбывание, а трое финалистов в финальной пульке определили победителя. Двенадцать участников вновь представляли три государства — Гватемала, Гондурас и Сальвадор, вновь не участвовали клубы из Коста-Рики. Трофей впервые завоевал гондурасский клуб «Олимпия», а финальная пулька впервые состояла из клубов только одной страны.

## Участники
1. Шелаху - чемпион Гватемалы сезона 1980.
2. Хувентуд Ретальтека - 2-е место в чемпионате Гватемалы сезона 1980.
3. Комуникасьонес - 3-е место в чемпионате Гватемалы сезона 1980.
4. Сучитепекес - 4-е место в чемпионате Гватемалы сезона 1980.
5. Реал Эспанья - чемпион Гондураса сезона 1980.
6. Марафон - 2-е место в чемпионате Гондураса сезона 1980.
7. Олимпия - 3-е место в чемпионате Гондураса сезона 1980.
8. Вида - 4-е место в чемпионате Гондураса сезона 1980.
9. Атлетико Марте - чемпион Сальвадора сезона 1980/1981.
10. Сантьягуэньо - 2-е место в чемпионате Сальвадора сезона 1980/1981.
11. Альянса - полуфиналист в чемпионате Сальвадора сезона 1980/1981.
12. Агила - полуфиналист в чемпионате Сальвадора сезона 1980/1981.

## Четвертьфиналы
| Команда 1           | Итог | Команда 2      | 1-й матч | 2-й матч |
| ------------------- | ---- | -------------- | -------- | -------- |
| Хувентуд Ретальтека | 2:3  | Вида           | 1:0      | 1:3      |
| Реал Эспанья        | 2:0  | Альянса        | 1:0      | 1:0      |
| Атлетико Марте      | 0:2  | Комуникасьонес | 0:2      | 0:0      |
| Сантьягуэньо        | 4:5  | Сучитепекес    | 2:2      | 2:3      |
| Олимпия             | 2:1  | Шелаху         | 1:0      | 1:1      |
| Марафон             | 7:1  | Агила          | 2:1      | 5:0      |

## Полуфиналы
| Команда 1    | Итог  | Команда 2      | 1-й матч | 2-й матч |
| ------------ | ----- | -------------- | -------- | -------- |
| Реал Эспанья | 3:1   | Сучитепекес    | 1:0      | 1:0      |
| Олимпия      | 2:1   | Комуникасьонес | 1:1      | 1:0      |
| Вида         | [ 1 ] | Марафон        |          |          |

## Финал
Участники финала:
- Реал Эспанья
- Олимпия
- Марафон

Результаты встреч и итоговая таблица неизвестны, победителем стала  Олимпия.

## Чемпион
| Победитель Клубного кубка UNCAF 1981 |
| ------------------------------------ |
| Олимпия 1-й титул                    |